# فاليري وايس
فاليري وايس (بالإنجليزية: Valerie Weiss)‏ هي منتجة أفلام ومخرجة أمريكية، ولدت في 1973.

## وصلات خارجية
- فاليري فايس على موقع IMDb (الإنجليزية)
- فاليري فايس على موقع قاعدة بيانات الفيلم (الإنجليزية)